# Zimbabue en los Juegos Paralímpicos de Río de Janeiro 2016
Zimbabue estuvo representado en los Juegos Paralímpicos de Río de Janeiro 2016 por cinco deportistas, tres mujeres y dos hombres. El equipo paralímpico zimbabuense no obtuvo ninguna medalla en estos Juegos.